# Robert Stromberger
Robert Stromberger (* 13. September 1930 in Darmstadt; † 7. Februar 2009 ebenda) war ein deutscher Drehbuchautor und Schauspieler. Er war der Enkel des Darmstädter Heimat- und Mundartdichters Robert Schneider.

## Leben
In Darmstadt besuchte Stromberger das Alte Realgymnasium (heute: Georg-Büchner-Schule) und machte eine Ausbildung zum Schauspieler. Erste Bühnenengagements hatte er von 1951 bis 1956 an den Bühnen in Rendsburg, Frankfurt am Main und Darmstadt. Als Dramatiker schrieb er zunächst Mundart-Volksstücke für den hessischen Rundfunk, insbesondere die Serie Bei uns dehaam – Aus dem Leben einer hessischen Familie (24 Folgen, 1962–1966), bei der er auch Regie führte. Am Staatstheater Darmstadt inszenierte er jahrelang mit der Hessischen Spielgemeinschaft die Darmstädter Lokalposse Datterich von Ernst Elias Niebergall und spielte darin in der Nachfolge von Joseph Offenbach die gleichnamige Hauptrolle.
Strombergers ebenfalls in Darmstadt geborene Tochter Iris Stromberger machte sich als Theaterschauspielerin und Chansonette einen Namen. Sein Enkel Fabian Stromberger ist ebenfalls Schauspieler.
Der Bund gegen Alkohol und Drogen im Straßenverkehr verlieh Stromberger 1975 die Senator-Lothar-Danner-Medaille. Ab 1983 war Stromberger Mitglied des Rotary Clubs Darmstadt-Kranichstein.
Robert Stromberger wurde auf dem Alten Friedhof (Grabstelle: I H 57) in Darmstadt bestattet.

## Filmschaffen
Aus seinem dritten Theaterstück Die Unverbesserlichen (1956) entstand später eine gleichnamige Fernsehserie. Die sieben Folgen um die fiktive Berliner Familie Scholz mit Inge Meysel und Joseph Offenbach, die zwischen 1965 und 1971 für den NDR entstanden, bilden heute ein Stück deutscher Fernsehgeschichte.
Viele seiner Bücher wurden später unter anderem vom ZDF verfilmt – so die Serie PS – Geschichten ums Auto, wie auch der gesellschaftskritische Mehrteiler Tod eines Schülers, der sich mit dem Suizid eines Abiturienten befasste und 1981 ein großer Erfolg bei Kritik und Publikum war, ebenso wie die Familienserie Diese Drombuschs (1983–1994). Letztere erreichte zeitweise Einschaltquoten von über 50 Prozent. 1995 schrieb er das Drehbuch zu dem Mehrteiler Tödliche Wahl mit Jürgen Prochnow, Günther Maria Halmer, Anja Kling und Dominique Horwitz.

## Ehrungen
Robert Stromberger wurde mit mehreren Preisen geehrt: Goldener Bildschirm (1975), Bambi (1981), Goldene Kamera (1982) und Adolf-Grimme-Preis (1983; ehrende Anerkennung für Tod eines Schülers). 1997 wurde ihm zudem der Hessische Verdienstorden verliehen.

## Filmografie
Drehbücher
- 1965–1971: Die Unverbesserlichen
- 1970: Fröhliche Weihnachten
- 1975–1978: PS – Geschichten ums Auto
- 1981: Tod eines Schülers
- 1982: Mein Bruder und ich
- 1983–1994: Diese Drombuschs
- 1995: Tödliche Wahl (3-teiliger Fernsehfilm)
- 1998: Bei uns daheim (Fünfteiler)

Als Darsteller
- 1955: Die Familie Hesselbach im Urlaub (als Hermann) und Regieassistent
- 1976: Datterich
- 1976: PS – Geschichten ums Auto – Garantie (als Polizist Graebert)
- 1976: PS – Geschichten ums Auto – Die Schuldfrage (als Polizist Graebert)
- 1982: Mein Bruder und ich (als Maskenbildner)
- 1985: Ein Fall für zwei: Sechs Richtige (als Herr Reichert)
- 1987: Hessische Geschichten (als Pfarrer in einer Episode)
- 1995: Tödliche Wahl (3-teiliger Fernsehfilm)
- 1998: Bei uns daheim – Die Heiratsvermittlung (als Herr Keller)